# Vojenský hřbitov Amras
Vojenský hřbitov Amras v Innsbrucku je největším vojenským pohřebištěm v Tyrolsku. Byl vytvořen během první světové války v roce 1917 a rozšířen po druhé světové válce v roce 1945. Je na něm pohřbeno 5680 padlých vojáků z různých národů. Hřbitov je vlastněn Rakouskou republikou, spravuje ho Burghauptmannschaft Österreich a rakouský Černý kříž.

## Popis
Hřbitov se nachází ve čtvrti Amras jižně od Východního hřbitova. Na severu je ohraničen Wiesengasse a východně Amraser Straße, na západ leží rozšíření Východního hřbitova z roku 1985. Obdélníkový prostor je umístěn mezi dvěma axiálně uspořádanými hlavními cestami a rozdělen na devět nerovných hrobových polí (A-J). Komplex je rozdělen na jednotlivé, částečně oplocené prostory, ve kterých byli padlí pochováni podle svého původu. Pamětní kameny připomínají židovské oběti národního socialismu a polské a ostatní válečné zajatce v táboře Reichenau. Na východě a jihovýchodě je hřbitov obklopen původní obvodovou stěnou s kovanou železnou mřížkou mezi římskými sloupky z kamene, novější část na západě ohraničuje živý plot.
V italské části jsou italští vojáci, kteří zemřeli během italské okupace Tyrolska od roku 1918 do roku 1920 v nemocnicích v Innsbrucku. V centru byl postaven v roce 1920 čtyřstěnný kamenný památník, který byl navržen Natalem Tommasim. Kladí je vyzdobeno bílým mramorovým reliéfem. Hroby jsou opatřeny rovnoměrnými hrobovými kříži z litého kamene. 
Tyrolská část je věnována padlým rakouské armády a tyrolským střelcům, kteří padli ve všech částech země během tyrolských válečných osvobozeneckých let od roku 1796 do roku 1799. Hroby jsou opatřeny historickými kříži. Na jihu areálu je upravený oltář z roku 1984 z žuly s křížem. Na přední straně oltáře a na zdi za ním jsou nápisy se jmény padlých, před oltářem je pamětní kámen tyrolského osvobozeneckého boje.
V muslimské části byli pohřbeni vojáci bosensko-hercegovinských pluků, kteří bojovali v rakousko-uherské armádě v první světové válce. Východně orientované kamenné náhrobky jsou opatřeny červeno-černým fezem. Na přední straně jsou malé desky s jmény padlých.
Ruská část v severozápadní části byla vytvořena v roce 1949 pro vojáky Rudé armády, kteří zemřeli jako váleční zajatci. Na hvězdicovém půdorysu se nacházejí společné hroby. V centru je vysoký kulatý obelisk z litého kamene nad žulovým podstavcem, který je korunován sovětskou hvězdou.

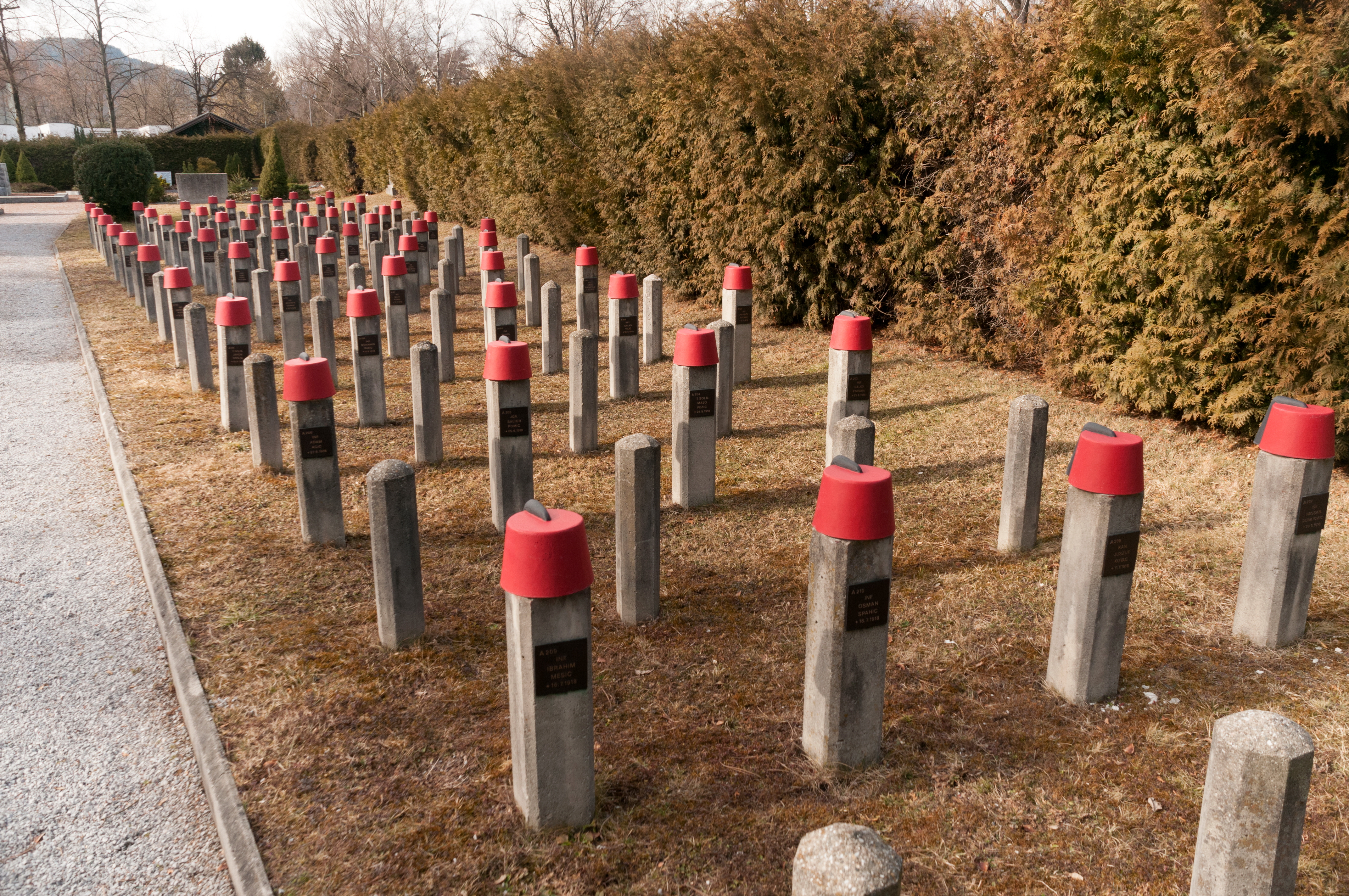
Muslimská část
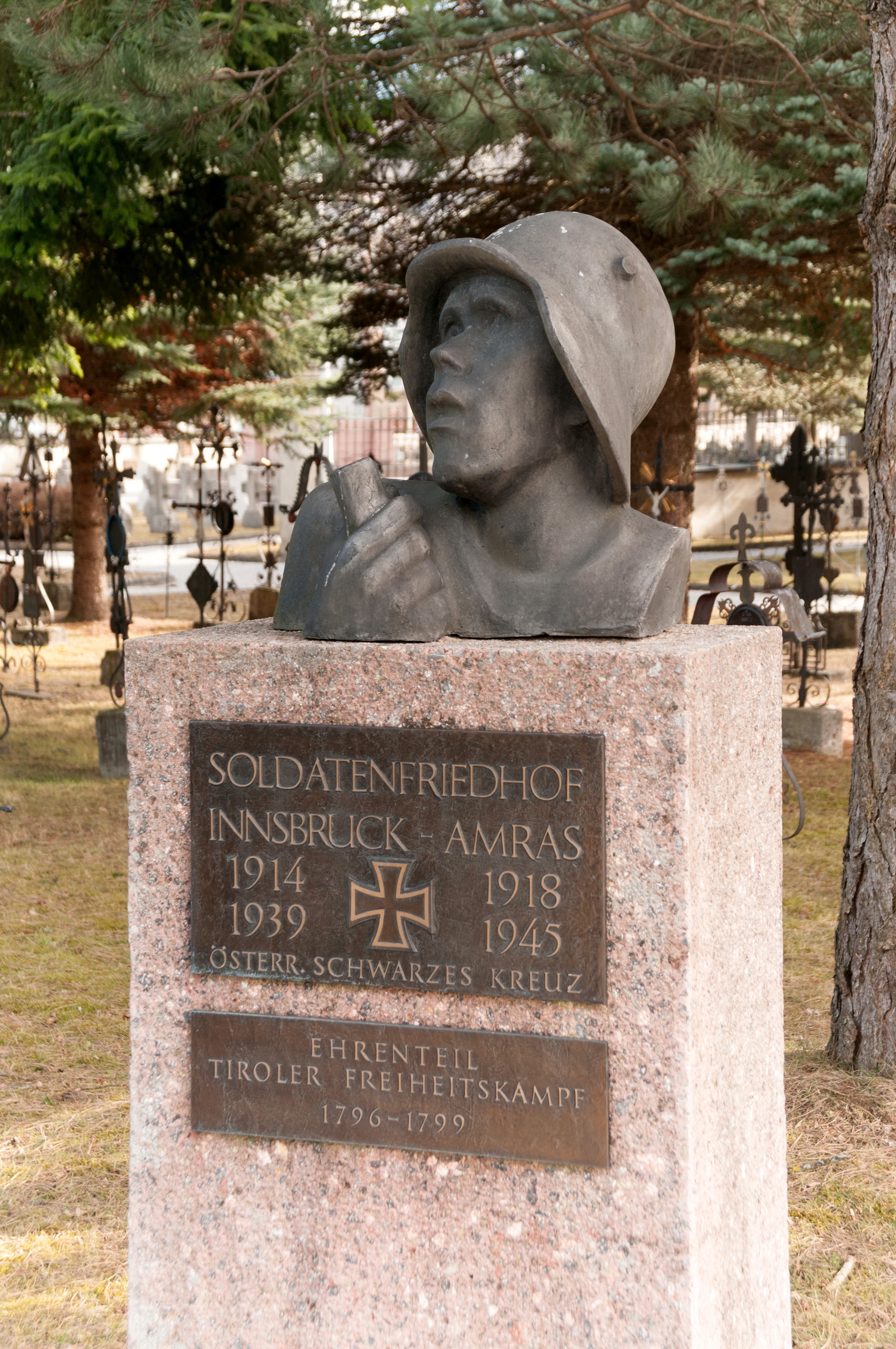
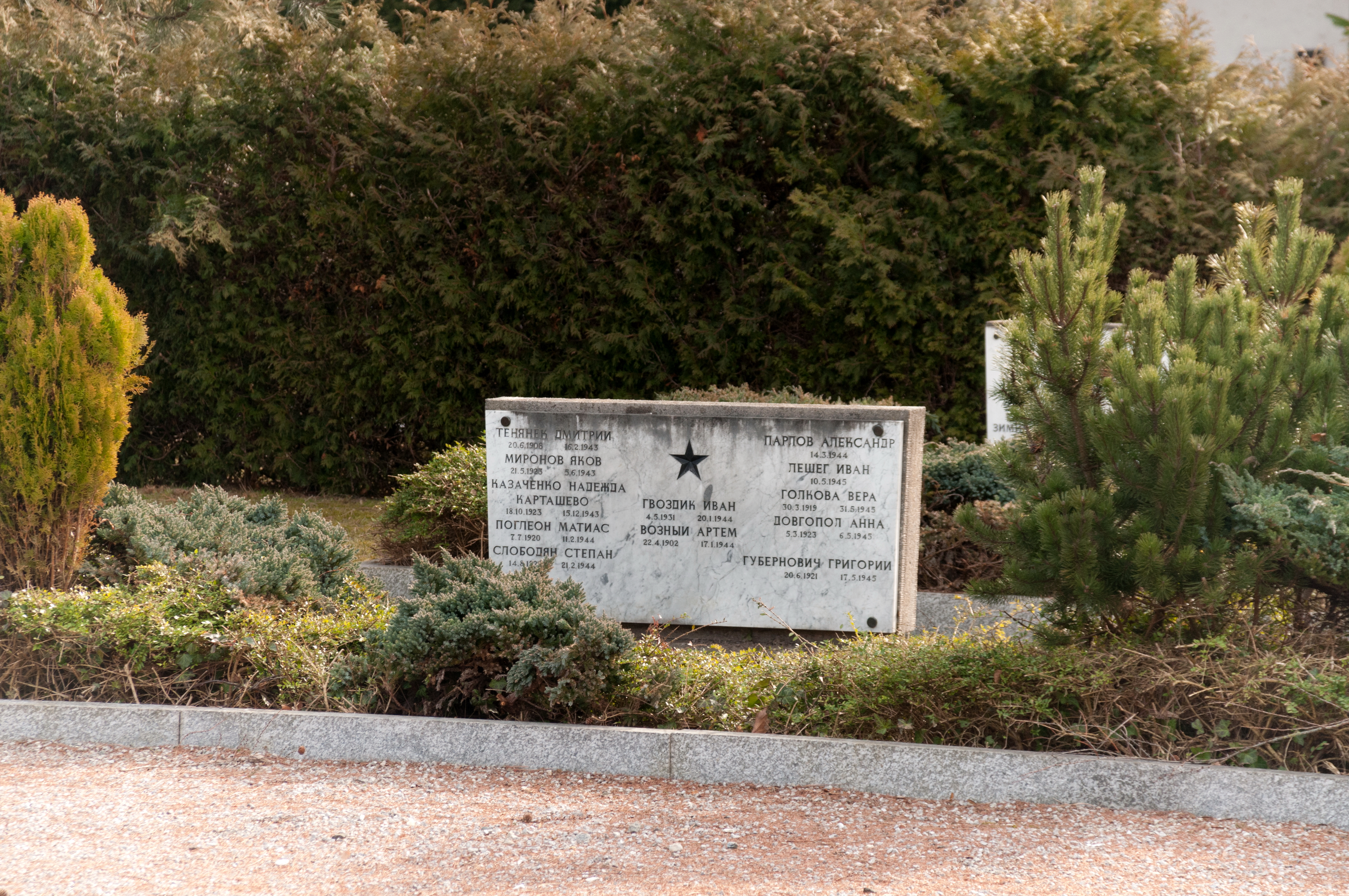